# Teodoro di Kiev
Teodoro di Kiev (in lituano Teodoras; 1294 o prima – 1362) è stato un nobile lituano che fu forse in vita principe di Kiev.
Molto probabilmente era figlio di Butvydas e fratello minore di Gediminas, granduca di Lituania. Ad oggi sono stati rinvenuti solo un paio di brevi riferimenti sulla vita di Teodoro.

## Biografia
All'inizio del 1320, Gediminas vinse la battaglia sul fiume Irpin' contro Stanislav di Kiev e forse si insediò nella città di Kiev, malgrado ciò non comportò una completa indipendenza dall'Orda d'Oro. I tatari, infatti, si ribellarono nel 1324-1325 e le cronache lituane riferiscono che Gediminas nominò il suo vice Algimantas, figlio di Mindaugas della famiglia Olšanski. Sono state effettuate alcune ricostruzioni secondo cui Algimantas corrisponderebbe a Teodoro e che quello fosse il suo nome pagano, ma si tende a dubitare perché Algimantas venne battezzato come Michele.
Nel 1331 Vasilij Kalika, arcivescovo di Novgorod recentemente consacrato, stava viaggiando da Volodymyr-Volyns'kyj a Velikij Novgorod. Sulla sua strada fu fermato da un certo Teodoro, duca di Kiev, un esattore delle tasse tataro (basqaq) e cinquanta uomini. La presenza di un funzionario tataro ha indotto gli storici a ipotizzare la presenza di una sorta di duumvirato, considerata la coabitazione con un principe locale il cui potere si estendeva entro le mura cittadine. I baltici ottennero il pieno controllo della città dopo la vittoria riportata nella battaglia delle Acque Blu nel 1362. Secondo la cronaca di Gustynskaya, a seguito della battaglia, Teodoro fu rimpiazzato come duca di Kiev da Vladimir, figlio di Algirdas.
Per molto tempo gli studiosi presumevano che Teodoro appartenesse alla dinastia rjurikide (discendente di Oleg I di Černigov) per via del suo nome di battesimo. Tuttavia, nel 1916 lo storico russo Mikhail Priselkov pubblicò un elenco delle proprietà appartenenti a Teognoste il Greco, metropolita di Mosca. L'elenco, compilato nel 1331, indicava la cessione di due coppe d'argento a Teognoste da parte di Teodoro, fratello di Gediminas: la storiografia lituana moderna concorda sul fatto che il Teodoro dell'elenco e Teodoro da Kiev fossero la stessa persona e sul fatto che fosse il fratello di Gediminas più longevo (secondo lo studioso Alvydas Nikžentaitis almeno dopo il 1362). La storica ucraina Olega Rusyna, invece, ha causticamente sostenuto che non esistette alcun legame familiare tra Teodoro e tra Gediminas. Non sono state ad oggi rinvenute altre prove sulla famiglia di Teodoro.